# Meneer Abraham
Meneer Abraham is een hoorspel van Ton van Reen. De NCRV zond het uit op vrijdag 27 februari 1970. De regisseur was Wim Paauw. De uitzending duurde 28 minuten.

## Rolbezetting
- Han König (meneer Abraham)
- Jules Croiset (Kool)
- Hetty Berger (de hospita)
- Jos van Turenhout (de loodgieter)
- Hans Karsenbarg (de nieuwe huurder)

## Inhoud
Een oude man woont in een pension, zonder behoorlijke verzorging, zonder conversatie (de man is een jood en treedt niet zozeer op als individu maar als representant van zijn volk en daarom heet hij Abraham). Dat zijn vrouw en kinderen tijdens de oorlog zijn vergast, raakt geen der andere pensionbewoners. Integendeel, men laat zonder enige consideratie een gasbuis door zijn kamer aanleggen. Dit is meer dan een incident. Die buis symboliseert een onuitblusbare haat. De pensiongasten treden eveneens op als typen: als de hebzucht, de arrogantie, de liefdeloosheid, de brutaliteit…